# Secrétaire général des Nations unies
Le secrétaire général des Nations unies est le plus haut fonctionnaire de l'ONU. Nommé par l'Assemblée générale sur recommandation du Conseil de sécurité, il est membre du Secrétariat des Nations unies. En règle générale, il parle couramment anglais et français, les deux langues officielles de travail de l'ONU. 
L'actuel titulaire du poste est le Portugais António Guterres depuis le 1er janvier 2017.

## Nomination
Le secrétaire général est nommé par l'Assemblée générale sur recommandation du Conseil de sécurité. Les membres permanents peuvent utiliser leur droit de veto pour empêcher la nomination d'un candidat. La durée de son mandat est de 5 ans renouvelable (un nombre limite de renouvellement n'a cependant pas été fixé). Jusqu'à présent, à l'exception de Boutros Boutros-Ghali qui n'a effectué qu'un seul mandat, tous les autres secrétaires généraux ont vu leur mandat renouvelé une fois.

## Rôle
En tant que "plus haut fonctionnaire de l'Organisation" (article 97 de la Charte), il dirige le Secrétariat des Nations unies. Le Secrétaire général est le plus indépendant possible, c'est pourquoi la pratique veut que la nationalité des différents secrétaires généraux ne soit jamais celle d'un État membre permanent au Conseil de sécurité.
Selon l’article 100 de la Charte, "Dans l'accomplissement de leurs devoirs, le Secrétaire général et le personnel ne solliciteront ni n'accepteront d'instructions d'aucun gouvernement ni d'aucune autorité extérieure à l'Organisation. Ils ... ne sont responsables qu'envers l'Organisation."  Chaque État Membre de l'Organisation "s'engage à respecter le caractère exclusivement international des fonctions du Secrétaire général et du personnel et à ne pas chercher à les influencer dans l'exécution de leur tâche."
Pour l'assister dans sa tâche, il dispose du Cabinet dirigé par le vice-secrétaire général des Nations unies.
La Charte des Nations unies dans son chapitre XV le charge de remplir toutes les fonctions dont il peut être chargé par le Conseil de sécurité, l'Assemblée générale, le Conseil économique et social ou tout autre organe de l'ONU.
Selon l'article 99 de la Charte, il "peut attirer l'attention du Conseil de sécurité sur toute affaire qui, à son avis, pourrait mettre en danger le maintien de la paix et de la sécurité internationales." Il peut utiliser son indépendance pour empêcher l'apparition, l'aggravation ou l'extension de tout conflit pouvant mettre en péril le maintien de la paix ou du respect du droit international, notamment en attirant l'attention du Conseil de sécurité. Il peut nommer des représentants spéciaux.